# Jag vet ett land ett härligt land
Jag vet ett land ett härligt land är en frikyrklig psalm med fyra verser med engelskt eller amerikanskt ursprung. Texten översattes av Erik Nyström från Ira D. Sankey's Sacred Songs (1873), som gavs ut i små häften med 15-20 väckelsesånger i varje. I Sverige gavs de sex första häftena ut i sångsamlingen Sånger till Lammets lof 1877. Då Nyström i sin fortsatta yrkesverksamhet helt övergick till Svenska Missionsförbundet fick han inte använda sina tidigare översättningar till Svenska Missionsförbundets sångbok 1894, utan gjorde för de flesta sångerna nya men innehållsmässigt likartade texter. Den senare översättningen av denna psalm fick då inledningen Jag vet ett land av idel fröjd (nr 472,  SMF 1894) och melodin behölls oförändrad. Också i Svenska Missionsförbundets sångbok 1920 finnes en variation i nr 435 Jag vet ett land av ljuvt behag till en melodi av Ferdinand Fröding där texten anges vara Erik Nyströms översättning av Isaac Watts' 1700-talstext There is a land of pure delight. Enligt The English Hymnal with Tunes sjöngs den texten till en engelsk folkmelodi. Ytterligare en text finns i Lova Herren 1988s nr 651 Jag vet ett land av idel ljus, där Watts' text översattes av Carl Olof Rosenius 1846 och sedan bearbetades 1985 inför utgivningen av Lova Herren 1988.

## Publicerad i
- Sånger till Lammets lof 1877 som nummer 87 med titeln "Fröjd ewinnerlig" och hänvisning till Ps. 133: 3 i Bibeln.
- Nya Pilgrimssånger 1892 som nr 380 med titelraden Jag wet ett land af idel fröjd under rubriken "Den tillkommande härligheten".
- Herde-Rösten 1892 som nr 116 under rubriken "Hemlandssånger" med titeln "Fröjd evinnerlig"
- Svenska Missionsförbundets sångbok 1920 som nr 435 med titelraden Jag vet ett land av ljuvt behag".
- Fridstoner 1926 som nr 142 med titelrad O, jag vet ett land av evig fröjd under rubriken "Hemlandssånger".